# 阿真泰拉山

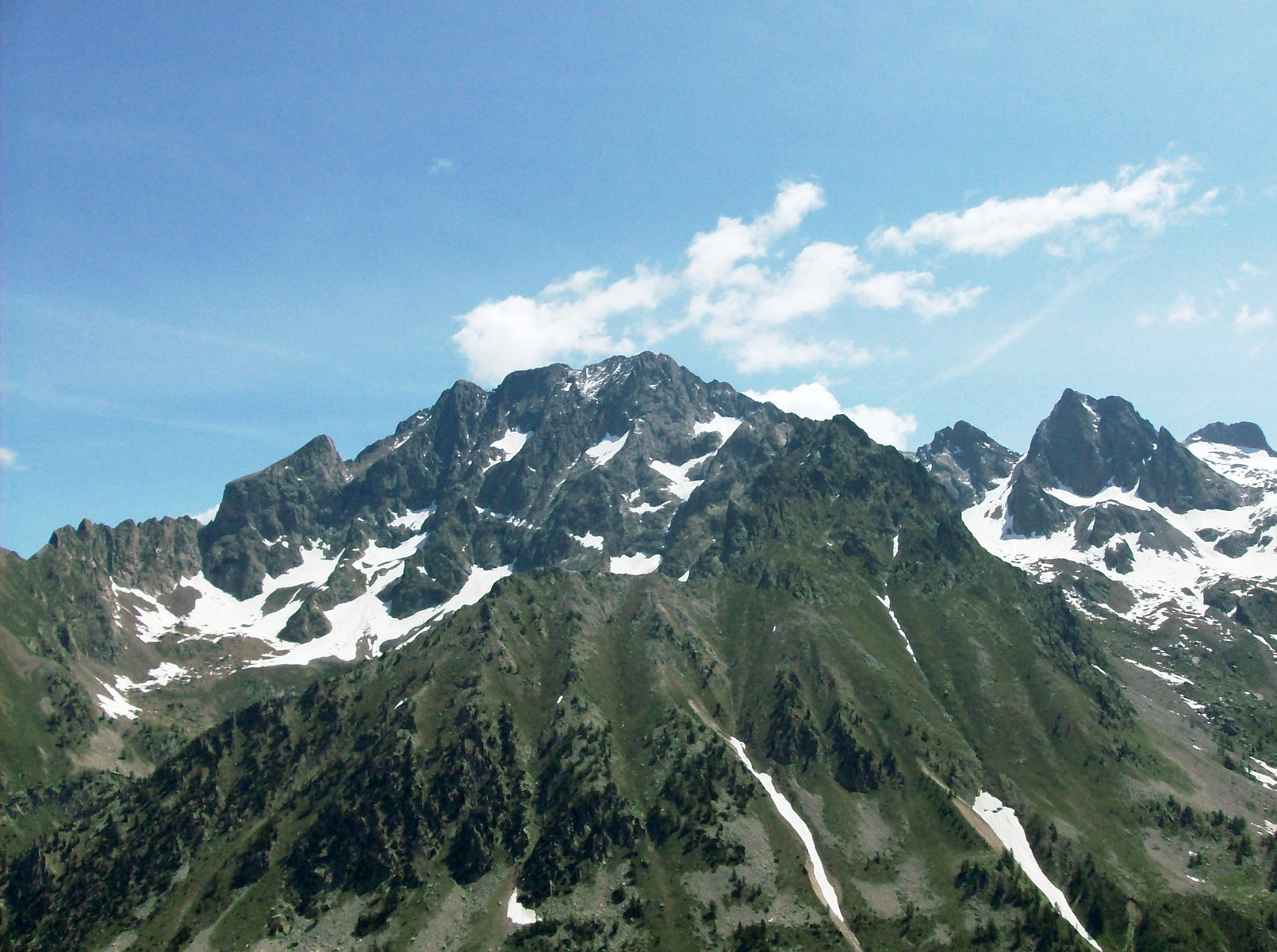

44°10′40″N 7°18′20″E / 44.17778°N 7.30556°E
阿真泰拉山（義大利語：Monte Argentera）是意大利皮埃蒙特大區的山峰，位於該國西北部，屬於濱海阿爾卑斯山脈的一部分，海拔高度3,297米，人類在1879年8月18日首次登頂。